# 起承転結 II
『起承転結 II』（きしょうてんけつ ツー）は、『起承転結』（1979年）に続き、1981年11月21日にリリースされた松山千春2枚目のシングル・コレクション（ベスト・アルバム）。

## 解説
1980年の「恋」から1981年の「ふるさと」までの4枚のシングル全10曲を収録。 初回プレスのみ、LPジャケット写真サイズステッカー付属。キャニオン・レコード在籍時最後のシングル「恋」「帰ろうか」は、アルファレコードと日本コロムビアのCD再発盤では版権の関係で、飛澤宏元が編曲した再録音ヴァージョンに差し替えられている。

## 再発盤
1984年11月21日、NEWSレコードからCDがリリース。
1987年5月25日、アルファレコードからCDが再リリース。
1992年11月21日、日本コロムビアからCDが再々リリース。

## 収録曲
| 全作詞・作曲: 松山千春。 |                  |           |            |          |      |
| #                        | タイトル         | 作詞      | 作曲・編曲 | 編曲     | 時間 |
| 1.                       | 「恋」           | 松山千春  | 松山千春   | 清須邦義 | 4:38 |
| 2.                       | 「帰ろうか」     | 松山千春  | 松山千春   | 青木望   | 4:31 |
| 3.                       | 「人生の空から」 | 松山千春  | 松山千春   | 大原茂人 | 3:20 |
| 4.                       | 「雨の夜」       | 松山千春  | 松山千春   | 大原茂人 | 4:27 |
| 5.                       | 「海を見つめて」 | 松山千春  | 松山千春   | 大原茂人 | 4:17 |
| 合計時間:                | 合計時間:        | 合計時間: | 21:13      |          |      |

| 全作詞・作曲: 松山千春。 |                |           |            |          |      |
| #                        | タイトル       | 作詞      | 作曲・編曲 | 編曲     | 時間 |
| 1.                       | 「こいごころ」 | 松山千春  | 松山千春   | 大原茂人 | 3:59 |
| 2.                       | 「長い夜」     | 松山千春  | 松山千春   | 大原茂人 | 5:03 |
| 3.                       | 「わかれ」     | 松山千春  | 松山千春   | 大原茂人 | 3:55 |
| 4.                       | 「ふるさと」   | 松山千春  | 松山千春   | 大原茂人 | 6:16 |
| 5.                       | 「風の中」     | 松山千春  | 松山千春   | 青木望   | 4:42 |
| 合計時間:                | 合計時間:      | 合計時間: | 23:55      |          |      |